# Walleniella
Walleniella es un género de plantas  con una especie de arbustos pertenecientes a la familia Myrsinaceae. 

## Especies
| - Walleniella cubana P.Wilson |